# جنگ شلسویگ ۶۳۹۶
سیارک ۶۳۹۶ (به انگلیسی: 6396 Schleswig، نامگذاری:1991AO3) شش هزار و سیصد و نود و ششمین سیارک کشف شده‌است که در ۱۵ ژانویه ۱۹۹۱ کشف شد.
قدر مطلق سیارک برابر ۱۳٫۷۰ است.